# Kriegsgefangenenlager
Ein Kriegsgefangenenlager ist ein Gefängnis, häufig in der Form eines Barackenlagers, für während und unmittelbar nach einem Krieg gefangene feindliche Soldaten (Kriegsgefangene).
Internationale Verträge, wie zum Beispiel die Genfer Konvention zur Behandlung Kriegsgefangener, sollen Mindeststandards bei der Behandlung der Gefangenen sicherstellen. Diese werden vom Internationalen Komitee vom Roten Kreuz (IKRK) überwacht. Die Verträge sollen auch eine Verwechslung von Kriegsgefangenenlagern mit Arbeitslagern vermeiden.
Die deutschen Kriegsgefangenenlager im Zweiten Weltkrieg wurden in Stammlager (Abkürzung: Stalag) zur Unterbringung von Mannschaften und Unteroffizieren und Haftlager für feindliche Offiziere (Abkürzung: Oflag) eingeteilt.
Displaced Persons (DPs), die nach Kriegsende in DP-Lagern (engl.: DP Camps) untergebracht waren, fielen nicht unter den Kriegsgefangenen-Begriff. Es konnte aber durchaus sein, dass in DP-Lagern ehemalige Kriegsgefangene untergebracht wurden.

## Beispiele
- Liste der Kriegsgefangenenlager in Deutschland 1914–1918
- Liste der Kriegsgefangenenlager der Wehrmacht
- Stalag VI A
- Stalag X B
- Oflag VII A
- Oflag VII B
- Lager Versen
- Rheinwiesenlager
- Goldene Meile bei Remagen
- Kriegsgefangenenlager Kaisersteinbruch
- Kriegsgefangenenlager 126 Nikolajew (UdSSR)
- Kriegsgefangenenlager Nr. 27 Lunjowo (Krasnogorsk, UdSSR)
- Liste sowjetischer Kriegsgefangenenlager des Zweiten Weltkriegs
- Liste von Kriegsgefangenenlagern des Zweiten Weltkriegs in den Vereinigten Staaten
- Liste japanischer Gefangenenlager in den Weltkriegen